# Мечино
Мечино (пол. Mieczyno) — село в Польщі, у гміні Старожреби Плоцького повіту Мазовецького воєводства.
Населення — 102 особи (2011).
У 1975-1998 роках село належало до Плоцького воєводства.

## Демографія
Демографічна структура станом на 31 березня 2011 року:
|          | Загалом | Допрацездатний вік | Працездатний вік | Постпрацездатний вік |
| -------- | ------- | ------------------ | ---------------- | -------------------- |
| Чоловіки | 47      | 13                 | 30               | 4                    |
| Жінки    | 55      | 14                 | 28               | 13                   |
| Разом    | 102     | 27                 | 58               | 17                   |